# Mõisaküla (Salme)
Mõisaküla – wieś w Estonii, w prowincji Sarema, w gminie Salme.